# Ульріх Кірхофф
Ульріх Кірхофф (нім. Ulrich Kirchhoff, нар. 9 серпня 1967) — німецький та український вершник, що спеціалізується на змаганнях з конкуру, дворазовий Олімпійський чемпіон 1996 року в складі збірної Німеччини. Кольори України захищав з 2013 по 2016 роки. Учасник Олімпійських ігор 1996 та 2016 років.

## Виступи на Олімпіадах
| Олімпіада    | Дисципліна            | Місце |
| ------------ | --------------------- | ----- |
| Атланта 1996 | індивідуальний конкур | 1     |
| Атланта 1996 | командний конкур      | 1     |
| Ріо 2016     | індивідуальний конкур | 43    |
| Ріо 2016     | командний конкур      | 13    |